# Rhynchosia spectabilis
Rhynchosia spectabilis är en ärtväxtart som beskrevs av Schinz. Rhynchosia spectabilis ingår i släktet Rhynchosia och familjen ärtväxter. Inga underarter finns listade i Catalogue of Life.